# Долми, Абдельмажид
Абдельмажид Долми (араб. عبد_المجيد_الظلمي‎; 20 августа 1953, Касабланка — 27 июля 2017, Касабланка) — марокканский футболист, игрок сборной Марокко.

## Карьера
С 1970 по 1987 года Абдельмажид играл в составе футбольного клуба «Раджа». За 17 лет в клубе он провел 550 матчей, в которых забил 32 мяча.

В 1987 году перешел в состав ФК «Олимпик» из Касабланки. За 3 года в составе этого клуба он провел 72 матча, забил 3 мяча.

В 1990 году вернулся в составе футбольного клуба «Раджа». В 1991 году завершил профессиональную карьеру.

С 1973 по 1988 года выступал за национальную сборную, принимал участие в чемпионате мира 1986 года. 

За это время провел 74 матча, забил 2 мяча.